# Trunkshot
Een trunkshot is een camerastandpunt vanuit de kofferbak van een auto als deze wordt geopend.
De Amerikaanse regisseur en scriptwriter Quentin Tarantino gebruikte deze cameratechniek in vrijwel alle films die hij maakte.